# 箱館焼
箱館焼（はこだてやき）は、幕末の蝦夷地で安政4年（1858年）に創始された陶磁器である。蝦夷地ではアイヌ文化期以降、土器の生産が途絶し、陶磁器はもっぱら本州方面からの交易品に依存しており、近代北海道における陶磁器生産の試みは箱館焼が最初である。

## 沿革
嘉永6年（1854年）の箱館開港以来、箱館には居住する外国人も増え、箱館は異国情緒豊かな町に変わっていった。この時期になると、箱館奉行所は内地からの移民を奨励した農業開拓を試みはじめており、箱館周辺の開墾が進んだ。また、安政3年（1857年）には蝦夷地の産業振興のため産物会所を設置し、養蚕・製紙・製陶などの産業の奨励・誘致・融資の便宜を図った。また、洋式の近代技術を導入して西洋型船の建造や造船・製鉄などを行なった。これらは明治維新後の開拓使による官営事業のさきがけともなった。
蝦夷地での陶磁器生産も産業振興策の一環として箱館奉行所が計画したものであった。箱館奉行所は陶磁器生産に当たって、江戸の薬園掛渋江長伯の庭焼をしていた石原寿三郎に蝦夷地在住を命じ、陶磁器生産の計画に当たらせた。石原は東濃・瀬戸方面に直接赴き調査を行ない、美濃国岩村藩から陶工を招いて陶磁器生産を開始させた。このようにして創始されたのが箱館焼である。アイヌ文化期に内耳土器が消滅し、以後すべての陶器を本州からの移入品に頼るようになってから、実に数百年ぶりの北海道窯業の「復活」であった。
なぜこの時期になって北海道窯業の復活が計画されたのであろうか。これにはやはり、ロシア帝国の南下に対する防衛目的とした蝦夷地への移住民の増加による日用品の不足があげられよう。当時の蝦夷地で使用されていた日用品はほとんどが本州からの移入品であった。また、幕末にはすでに瀬戸や有田などは大量生産・安価供給の体制を持っていたが、なにぶん遠隔地のため価格は高価とならざるを得ず、自給自足型の産業を育成する必要があったのである。

## 箱館焼創始の背景
美濃国岩村藩は、美濃国と駿河国の一部を支配していた三万石の小藩であった。岩村城は日本三大山城ともいわれ、美濃と信濃の要衝に当たることから戦国時代には織田信長と武田信玄との対立の最前線であった。江戸時代に入ると、徳川家康譜代の家臣である大給松平氏の松平家乗が岩村藩に封じられている。大給松平氏は、家康の5代前の松平家当主であった松平親忠の次男松平乗元を祖としており、徳川宗家とは密接な関係にあった。このように徳川家譜代の大名が代々統治したのは、岩村という地がそれだけ重要視されていたことを示している。その後約260年の間、岩村は東濃地方の政治・文化の中心地として繁栄した。しかし、幕末期には他の諸藩と同じく財政的に逼迫していた。このような状況の下で、岩村藩は1857年、箱館奉行所の依頼により、庄屋問屋をつとめていた足立岩次とその配下の為治を蝦夷地に派遣している。
箱館焼について、『北海道史』では、「陶工為治岩次の二人出願し…」というように、あくまで為治と岩次の個人的な出願として描かれており、また、結果的には箱館焼の生産は失敗してしまったことから、箱館焼に関する文献などでも二人の個人的な事業であるかのようにされている場合がほとんどである。
問屋庄屋であった足立岩次が、蝦夷地に関する情報も非常に限られており、理解もまだ乏しかった幕末の時期において、気象条件も悪く失敗する危険性も高い蝦夷地での陶磁器生産を藩の援助に頼ることなしに個人的な事業として成り立たせることが果たして可能だったかどうかについて、塚谷晃弘・益井邦夫1976『北海道の陶磁　箱館焼とその周辺』によれば、当時の岩村藩主松平乗喬が若くして亡くなったため、幼少の世嗣（松平乗命）が相続したが、このため大名の義務である参勤交代ができず、その代わりとして蝦夷地開拓政策の一環である窯業部門を岩村藩が引き受ける旨幕府に願い出たためとしている。この真偽は定かではないが、箱館奉行所が陶磁器生産を岩村藩に依頼し、岩村藩が為治・岩次を推挙したことは確かである。そして、実際に箱館奉行所は石原寿三郎を瀬戸・常滑・美濃方面へ派遣させている。また、岩村藩は箱館焼の製造開始後に、藩士三田官兵衛を見届役としてたびたび派遣していることからも、蝦夷地での陶磁器生産事業が個人的なものではなく、箱館奉行所の依頼を受け岩村藩が深く関与した事業だった。
箱館奉行所の陶磁器生産の依頼に対し、為治・岩次は「新規窯築き候儀は、多分之損毛相立候儀ニ付、中々以て永続方不行届候間、御請仕難き旨申上候」として断っている。しかし、結局は資金を融資してもらう条件で説得に応じることとなった。そこで、安政3年（1857年）9月に岩次は早速箱館に出発し、箱館近辺で陶土を採取し、国元に持ち帰り試作品を焼いたところ「至極宜敷品」が完成し、評判も上々であったので、蝦夷地での陶磁器生産の見通しが立ったことを確信した。こうして、安政4年（1858年）4月、岩次は45人の人夫を引き連れて窯場の普請にとりかかった。こうして数百年ぶりの北海道窯業「復活」の端緒が開かれたのであった。

## 箱館焼の経営と失敗
箱館焼は、蝦夷地での初めての本格的な陶磁器生産であったため、岩次らが当初断ったように、赤字覚悟の事業であった。もちろん岩次は陶工であると同時に商人でもあったため、箱館焼のみでは経営が成り立たないのは承知の上で、赤字の穴埋めとしての方策は考えていた。その一つが、国元の美濃焼製品を箱館焼の名目で北国筋へ売りさばくことであった。実際、岩次は故郷の荻之島村(現在の瑞浪市釜戸町）の古窯から「箱館」と銘打たれた陶器が発見されている。
安政4年（1858年）4月、足立岩次は沢尻辺（現在の函館市谷地頭）に陶器製造の諸施設を建築した。窯場の規模は11棟あり、新窯で試し焼きをしたところ、「見事なる品」が出来たので、2000両を手当金として拝借した。土石は箱館近在のものを使用し、主に川汲・尻岸内のものが使用された。いずれも窯場から30～40キロという距離があり、船便または馬により運ぶ必要があった。釉薬は国元のものを使用し、新潟経由で運ばせた。呉須も国元のものを使用した。
箱館焼の製品としては、急須・湯呑・碗・徳利・香炉・杯などが生産され、絵柄は一見して箱館特産とわかるように蝦夷地にちなんだものが要求された。具体的には、箱館八景・アイヌ・外国人などが描かれたものがある。これは、蝦夷地製品ということを前面に出して販路を求めようとしたためであった。このような地域の特徴を生かした製品づくりという考え方は、当時としては画期的なものであったように思われる。
陶磁器生産は、蝦夷地では冬の間寒さのため操業できなかったため、箱館奉行所のあっせんで笠松役所へ「美濃焼物太白無地物」の購入を願い出ている。これは、冬期の稼ぎとして無地の美濃焼に上絵付けをさせるためであった。これら箱館焼に携わった職人たちは約40名であり、国元美濃出身者以外にも尾張・阿波・丸亀・高遠・戸狩など多岐にわたっていた。
箱館焼は赤字覚悟の事業ではあったが、岩次が、安政5年（1859年）6月に岩村藩に提出した「陶器焼立諸雑用差引大積帳」によれば、1860年の試算として、年間7窯を稼動させて266両余の純益を見込んでいる。この試算では寒さの厳しい冬期の創業は見込んでおらず、職人の人件費や土石等の運搬費、職人の旅費なども試算に含まれており、実現不可能な無理な試算というわけではなかった。とはいえ、この試算は年間7窯が順調に稼動することを前提とした試算であり、実際には岩次の目論見どおり順調にはいかなかった。
たとえば、年間7窯操業するには1窯あたり約34日と試算したが、実際には1窯操業するための日数がこれ以上かかってしまい、安政5年（1859年）には年間7窯の操業はできなかったのである。このため、運搬経費の節減目的で尻岸内の土のほかに、窯場からほど近い湯の川の土を混ぜて用いたが、試し焼も省略した結果、土質が悪く、また火力が強すぎるなどの初歩的なミスが重なって、陶器の焼成に失敗してしまった。
また、箱館焼自体の売れ行きも良くなかった。これは、釉薬や呉須など陶磁器生産に必要不可欠なものをすべて本州からの移入に頼らざるを得ず、また蝦夷地の特徴を前面に出した染付けを施したため、手間がかかることから、結果として箱館焼の製品の価格に反映されてしまったためである。
さらに岩次にとって不運は続いた。岩次が赤字の埋め合わせとして、国元で美濃焼を仕入れた上で、箱館焼の名目で北国筋において売りさばこうとしていたことはすでに触れたが、安政5年（1859年）には国元で仲買より購入した美濃焼を乗せた船が難破してしまったのである。また、当時は仲買からではなく窯元から直接美濃焼を買い取るには笠松役所が発行する仲買鑑札が必要であったが、新規の仲買鑑札は箱館奉行所の斡旋をもってしても容易ではなく、許可が出るまでに4年もかかったために、もはや時期を逸してしまったのであった。
こうした予想外の問題が相次いだ結果、箱館焼の経営状況は予想以上に悪化し、赤字の埋め合わせとして考えられた美濃製品の箱館焼名目での販売も仲買鑑札の発行が遅れたため予想通り進まず、借金は増大し、1860年代初頭には箱館焼の生産は終了してしまった。箱館焼の生産の終了がいつ頃なのかは必ずしも明らかではないが、現存する箱館焼でもっとも新しいものは文久2年（1862年）の銘があることから、少なくとも万延2年（1862年）までは生産されていたようである。　
岩次も、箱館焼の経営不振をただ手をこまねいて見ていたわけではない。安政6年（1860年）7月には経営不振で仕入金もなくなり、窯方施設・諸道具を差し上げることを条件に、箱館焼を産物会所の「御手窯」とするよう願い出ているが断られている。また、万延元年（1861年）には官金571両を拝借して茂辺地村にて煉瓦製造の新事業を開始している。これは当時箱館はすでに開港しており、箱館に居住する外国人のニーズに応えたものであった。この事業の進展については史料がなく詳細は不明ではあるが、煉瓦製造事業の開始にともない箱館焼製造の規模は縮小したものと思われる。万延2年（1862年）になり、美濃焼物取締人であった加藤円治は笠松役所に対し、ようやく仲買鑑札の発行を承諾する旨を伝えているが、それはあまりにも遅きに失した許可であった。
その後の岩次の足跡は詳しくはわかっていないが、故郷の美濃国荻之島に戻り、「荻之島焼」の製造に従事している。岩次本人は蝦夷地製の陶磁器販売の構想はこの後も持ち続けていたようで、荻之島でも「箱館」の銘のついた陶磁器を作成していたようである。明治維新後の明治4年（1871年）には為治と神奈川表異国交易の許可を得ている。また、明治7年(1874年）には荻之島で「電信用碍子」の製造をはじめるなど、岩次は進取の気性に富んだ企業家としての一面を見せている。明治22年（1889年）12月に岩次は72歳で死去したという。
これに対し、為治に関してはどのような人物であったのかを伝える資料はほとんど残されていない。箱館焼失敗後の足跡も不明であるが、明治4年(1871年）には岩次とともに神奈川表異国交易の許可を得たという。ところで、箱館焼とほぼ同時期に、石原寿三郎は常滑出身の本多桂次郎を招聘し、箱館近郊の茂辺地村にて開窯させている。こちらについては詳細は不明であるが、おそらく数年で廃窯となったものと思われる。しかし、本多はその後も蝦夷地に残り、蝦夷地での陶磁器生産に執念を燃やしている。明治維新後は小樽に移り、明治5年（1872年）に小樽焼を創始している。

## 箱館焼失敗の原因
上記のように箱館焼は大きな成功を収めることなく失敗に終わるのであるが、幕末の蝦夷地開拓政策の一環として、蝦夷地での初めての本格的な近代窯業の試みとして特筆されるものであった。また、蝦夷地を前面に押し出したブランド化の試みは、当時としては画期的なものであった。しかしながら、釉薬や呉須など陶磁器生産に必要な物資をすべて本州からの移入に頼らざるを得ず、結果として輸送費がかさみ高価格となってしまったこと、出身地の異なる職人たちのいわば寄り合い所帯は士気の低下を招き、初歩的な失態による焼成の失敗が相次いだこと、赤字の埋め合わせとして計画された美濃焼の箱館焼名目での販売も仲買鑑札の許可がなかなか下りなかったために思うように美濃焼の買い入れができなかったこと、そして何よりも箱館奉行所や岩村藩自体の財政が逼迫している中で、箱館焼に十分な援助を行なうことができなかったことなどから、目立った成果を上げることなく生産中止となってしまったのである。この後、大政奉還、箱館戦争から明治維新に至る幕末明治の混乱の中で、蝦夷地での窯業生産は省みられる事はなく、箱館焼を超える規模の窯業生産は江戸時代においてはついに行なわれることはなかった。
蝦夷地での陶磁器生産事業は、ロシアの南下に対する蝦夷地の内国化とそれに伴う人口増加に対処するための道内産業の育成という戦略的意図をもって、幕藩権力によって推進された殖産興業の一環であった。しかし、石炭・鉄鉱・林業・漁業といった他産業と異なり、道内で原料を自給することができる産業ではなかったことが、蝦夷地での陶磁器生産を挫折させる要因となった。さらに、瀬戸・有田など本州の在来の窯は、江戸時代からヨーロッパでその価値を高く評価され輸出も盛んになり、品質の安定と技術の改善意識が旺盛になっていたが、このような情勢の中でそれまで近代陶磁器生産がまったく行なわれていなかった蝦夷地で新たな陶磁器生産業をはじめようとしても太刀打ちすることはできなかったのである。こうして、幕末の北海道窯業は、文明開化に即した新たな建材である煉瓦の生産事業をのぞいてはほとんど失敗に終わってしまったのである。